# Lee Hye-young (actriz nacida en 1971)
Lee Hye-young (22 de diciembre de 1971) es una actriz, cantante y empresaria surcoreana. 

## Vida personal
Estuvo saliendo con el cantante y productor de música Lee Sang-min durante ocho años antes casarse en 2004. Se divorciaron en 2005, después de un año y dos meses de matrimonio. Se volvió a casar el 19 de julio de 2011 en Hawái con un banquero.

## Carrera
Como cantante en la década de 1990, lanzó dos álbumes junto a 1730 y Coco, y un álbum como solista. 
Cuando cambió a la actuación, protagonizó series de televisión tales como Premonición (1997), Dal ja's Spring (2007) y Queen of Housewives (2009), y también fundó la marca de moda Miss Dorothy.

## Filmografía

### Cine
| Año  | Título                               | Papel         |
| ---- | ------------------------------------ | ------------- |
| 1995 | The Man Wagging Tail                 | Kyung-ah      |
| 1997 | Father vs. Son                       | Kim Mi-jung   |
| 2000 | If                                   | Park Ha-young |
| 2002 | Bet on My Disco                      | Ae-ran        |
| 2006 | How the Lack of Love Affects Two Men | Oh Mi-mi      |

### Serie de televisión
| Año             | Título            | Rol | Red | Notas |
| --------------- | ----------------- | --- | --- | ----- |
| 2020 - presente | Forest of Secrets |     | tvN | [ 5 ] |

### Espectáculos de variedades
| Año         | Título                    | Red         | Notas        |
| ----------- | ------------------------- | ----------- | ------------ |
| 1994        | TV Music 20               | SBS         | presentadora |
| 2004-2005   | Changing U                | SBS         | presentadora |
| 2005-2006   | Heroine 6                 | KBS2        | elenco       |
| 2008-2009   | Style Magazine            | OnStyle     | presentadora |
| Talk & City | Story On                  |             |              |
| 2012        | Women& with Lee Hye-young | TV Chosun   | presentadora |
| 2012        | Reckless Family           | MBC Every 1 | elenco       |